# Bermonville
Bermonville är en kommun i departementet Seine-Maritime i regionen Normandie i norra Frankrike. Kommunen ligger i kantonen Fauville-en-Caux som tillhör arrondissementet Le Havre. År 2018 hade Bermonville 490 invånare.

## Befolkningsutveckling
Antalet invånare i kommunen Bermonville
| Referens: INSEE |